# Cyril Pius MacDonald
Pour les articles homonymes, voir MacDonald.
Cyril Pius "Cy" MacDonald (29 février 1928-14 novembre 2015) est un éducateur et un homme politique provincial canadien de la Saskatchewan. Il représente les circonscriptions de Milestone et Indian Head-Wolseley à titre de député du Parti libéral de la Saskatchewan de 1964 à 1978.

## Biographie
Né à Humboldt en Saskatchewan, MacDonald étudie à Saskatoon, au Collège Notre-Dame (en) de Wilcox et à l'Université Saint-Francis-Xavier d'où il ressort avec un diplôme en éducation.
MacDonald devient ensuite enseignant à Yorkton et à Wilcox. Élu en 1964 après une tentative infructueuse en 1960, il sert comme ministre de l'Industrie et du Commerce et ministre du Bien-être social.
En 1971, il tente de se présenter à la chefferie du Parti libéral. Il meurt à Vancouver en Colombie-Britannique à l'âge de 87 ans.